# Cymru Alliance 2008–09
Cymru Alliance 2008–09 là mùa giải thứ mười chín của Cymru Alliance kể từ khi thành lập năm 1990. Đội vô địch là Bala Town.

## Bảng xếp hạng
| XH | Đội               | Tr | T  | H | T  | BT | BB | HS  | Đ    | Lên hay xuống hạng               |
| -- | ----------------- | -- | -- | - | -- | -- | -- | --- | ---- | -------------------------------- |
| 1  | Bala Town (C)     | 32 | 23 | 6 | 3  | 81 | 23 | +58 | 75   | Lên chơi tạiWelsh Premier League |
| 2  | Holyhead Hotspur  | 32 | 23 | 3 | 6  | 71 | 36 | +35 | 72   |                                  |
| 3  | Llangefni Town    | 32 | 20 | 7 | 5  | 74 | 27 | +47 | 67   |                                  |
| 4  | Mynydd Isa        | 32 | 19 | 4 | 9  | 73 | 51 | +22 | 61   |                                  |
| 5  | Llandudno         | 32 | 16 | 9 | 7  | 65 | 33 | +32 | 57   |                                  |
| 6  | Ruthin Town       | 32 | 18 | 3 | 11 | 56 | 50 | +6  | 57   |                                  |
| 7  | Flint Town United | 32 | 16 | 9 | 7  | 81 | 52 | +29 | 054* |                                  |
| 8  | Buckley Town      | 32 | 12 | 5 | 15 | 45 | 64 | −19 | 41   |                                  |
| 9  | Lex XI            | 32 | 12 | 7 | 13 | 58 | 62 | −4  | 040* |                                  |
| 10 | Mold Alexandra    | 32 | 10 | 9 | 13 | 62 | 71 | −9  | 39   |                                  |
| 11 | Llanfairpwll      | 32 | 9  | 9 | 14 | 49 | 67 | −18 | 36   |                                  |
| 12 | Denbigh Town      | 32 | 9  | 8 | 15 | 40 | 49 | −9  | 35   |                                  |
| 13 | Guilsfield        | 32 | 11 | 1 | 20 | 52 | 67 | −15 | 34   |                                  |
| 14 | Penrhyncoch       | 32 | 10 | 5 | 17 | 41 | 72 | −31 | 032* |                                  |
| 15 | Gresford Athletic | 32 | 7  | 6 | 19 | 32 | 63 | −31 | 27   |                                  |
| 16 | Glantraeth        | 32 | 4  | 6 | 22 | 40 | 82 | −42 | 18   |                                  |
| 17 | Llandyrnog United | 32 | 3  | 3 | 26 | 33 | 82 | −49 | 12   | Xuống chơi tạiWelsh Alliance     |

Nguồn: Cymru Alliance
Quy tắc xếp hạng: 1. Điểm; 2. Hiệu số bàn thắng; 3. Số bàn thắng.
*Flint Town United bị trừ 3 điểm
*Lex XI bị trừ 3 điểm
*Penrhyncoch bị trừ 3 điểm
(VĐ) = Vô địch; (XH) = Xuống hạng; (LH) = Lên hạng; (O) = Thắng trận Play-off; (A) = Lọt vào vòng sau. 
Chỉ được áp dụng khi mùa giải chưa kết thúc: 
(Q) = Lọt vào vòng đấu cụ thể của giải đấu đã nêu; (TQ) = Giành vé dự giải đấu, nhưng chưa tới vòng đấu đã nêu.